# El Marqués de Sotoancho
El Marqués de Sotoancho fue una miniserie española de televisión de 2 capítulos de 90 minutos, emitida por la cadena Antena 3 en 2000 y basada en el personaje homónimo de las novelas de Alfonso Ussía.

## Argumento
El Marqués de Sotoancho (Josema Yuste) pertenece a una dinastía de rancio abolengo de la que él es el último representante. Vive con su madre, la Marquesa viuda (María Asquerino), que se opone a sus amores con la plebeya Marisol (Paz Gómez). Sin embargo, el Marqués debe imperiosamente contraer matrimonio para poder heredar la finca El Acebuchal.

## Audiencias
La serie cosechó una audiencia de tres millones de espectadores el día de su estreno, que equivale al 24% de cuota de pantalla.